# Бурлак (Гомельская область)
Бурла́к (бел. Бурлак) — деревня в Октябрьском сельсовете Буда-Кошелёвского района Гомельской области Белоруссии.

## География

### Расположение
В 14 км на восток от районного центра и железнодорожной станции Буда-Кошелёвская (на линии Жлобин — Гомель), 30 км от Гомеля.

### Гидрография
На востоке и севере мелиоративные каналы.

## Транспортная сеть
Транспортные связи по просёлочной дороге, затем по шоссе Довск — Гомель.
Планировка состоит из прямолинейной широтной улицы, застроенной деревянными домами усадебного типа.

## История
По письменным источникам известна с начала XX века. Наиболее активное заселение деревни приходится на 1920-е годы. В 1931 году организован колхоз «Парижская коммуна», работала кузница. В 1959 году в составе совхоза «Дуравичский» (центр — деревня Дуравичи).
До 16 декабря 2009 года в составе Дуравичского сельсовета.

## Население

### Численность
- 2004 год — 19 хозяйств, 31 житель.

### Динамика
- 1959 год — 254 жителя (согласно переписи).
- 2004 год — 19 хозяйств, 31 житель.

## Достопримечательность
- Курганный могильник периода Средневековья (X–XIII вв.) —  Историко-культурная ценность Республики Беларусь, шифр 313В000872